# Ian Sharp
Ian Sharp (ur. 13 listopada 1946 w Clitheroe) – brytyjski reżyser filmowy.

## Filmografia

### Reżyser
- 1977 - The Professionals
- 1979 - The Music Machine
- 1979 - Minder
- 1982 - Do odważnych świat należy (Who Dares Wins)
- 1984 - Robin z Sherwood
- 1985 - Korsykańscy bracia
- 1985 - C.A.T.S. Eyes
- 1988 - Cyryl: CIA KGB
- 1989 - Pursuit
- 1992 - W mgnieniu oka
- 1994 - Pleasure
- 1998 - Tess of the D'Urbervilles
- 2000 - Wojna pani Caldicot